# Mauro Rusconi
Mauro Rusconi (Pavia, 18 novembre 1776 – Cadenabbia, 27 marzo 1849) è stato un medico e naturalista italiano, insignito nel 1831 della medaglia d’oro dell’Accademia medica di Parigi per i suoi studi sulle larve dei batraciani.

## Biografia
Mauro Rusconi nacque a Pavia da Gaspare e Barbara Mazza, in una famiglia di commercianti. Prima di iscriversi all’Università interruppe gli studi per arruolarsi nell’esercito della Repubblica Cisalpina, dove ottenne presto il grado di capitano d’artiglieria. Nel 1799 partecipò alla difesa di Mantova assediata dalle truppe austriache durante la guerra della seconda coalizione antifrancese. Dopo la caduta della città si ritirò definitivamente dalla vita militare.
Nel 1800 si iscrisse alla facoltà di Medicina di Pavia avendo come maestri Alessandro Volta, Luigi Valentino Brugnatelli, Giuseppe Jacopi e Antonio Scarpa. Durante gli studi partecipò come assistente di Jacopi, docente di anatomia e fisiologia comparata, a una spedizione scientifica nel golfo di La Spezia per raccogliere esemplari naturalistici. Qui scoprì la passione per i preparati anatomici e, guidato da Jacopi e Scarpa, docente di anatomia e clinica chirurgica, divenne un ottimo preparatore.
L’11 luglio 1806 si laureò con lode e intraprese, per un breve periodo, la professione di medico a Pavia presso il servizio medico per i poveri, denominato Santa Corona. Già nel 1809 fu nominato ripetitore di materia medica presso l’Università di Pavia e nel 1811 ripetitore di fisiologia e anatomia comparata. Nel 1812 soggiornò a sue spese a Parigi per perfezionare le sue conoscenze presso il celebre naturalista Georges Cuvier.
Nel 1813 Jacopi morì e il suo successore alla cattedra di anatomia comparata fu Arcangelo Spedalieri. Con la scomparsa di Jacopi, Rusconi perse un sostegno importante per la sua carriera e riuscì ad ottenere soltanto un ruolo da prosettore per pochi anni. Nel 1819, infatti, per il cambio del piano di studi perse sia il ruolo da ripetitore che da prosettore. Da quel momento Rusconi non ebbe più un incarico universitario, nonostante i plurimi tentativi intrapresi da Scarpa, che tentò di sfruttare la propria influenza presso il governo per ottenere per il medico pavese almeno un posto da conservatore del Museo di Storia Naturale. Probabilmente questo non fu possibile anche per i suoi trascorsi come combattente per la Repubblica Cisalpina e per il sospetto di simpatie filofrancesi. Nonostante ciò, proseguì con le sue ricerche, sebbene con mezzi più limitati a sua disposizione.
Dal 1816 Rusconi pubblicò vari scritti sull’anatomia, la fisiologia e lo sviluppo di alcuni anfibi, che ebbero ampia considerazione da parte della comunità scientifica internazionale. Conseguì i successi maggiori nell’ambito dell’embriologia e dello studio della metamorfosi di questi animali, soprattutto per quanto riguarda la descrizione del sistema respiratorio e circolatorio, tanto che le immagini da lui dipinte dei vari stadi di sviluppo embrionali della rana furono usate per molto tempo dagli studiosi. Oltre a scritti naturalistici e medici o sull’embriologia, Rusconi si occupò anche di storia, musica, frenologia e imbalsamazione. Fu anche un ottimo tassidermista. Queste opere, spesso pubblicate a sue spese e in un numero limitato di copie, gli valsero una certa popolarità anche internazionale fra i naturalisti dell’epoca. Fu nominato socio di importanti accademie e società scientifiche europee, tra cui l’Accademia delle scienze di Torino, l’Accademia delle scienze e quella medico-chirurgica di Napoli, l’Accademia delle scienze mediche di Palermo, la Società italiana delle scienze di Modena, l’Accademia delle scienze di Bologna, l’Istituto lombardo di Milano, le Società mediche di Torino e Ferrara, le Società dei naturalisti di Francoforte, Dresda, Lipsia, Friburgo. Tra i riconoscimenti più importanti si può annoverare la medaglia d’oro dell’accademia medica di Parigi per i suoi studi sulle larve dei batraciani.
Nell’agosto del 1848 si ritirò a vivere sul lago di Como dopo i moti rivoluzionari e morì il 27 marzo 1849 a Cadenabbia a seguito di una patologia vescicale. Secondo Serafino Biffi il Rusconi morì nella vicina località di Tremezzina.
A Pavia è stata intitolata una via in sua memoria situata tra via Siro Comi e via Felice Cavallotti.

## Opere principali
- Della scoperta del vaccino politicamente considerata, Pavia 1816;
- Descrizione anatomica degli organi della circolazione delle larve delle salamandre acquatiche, Pavia 1817;
- Del proteo anguino di Laurenti, Pavia 1819 (scritto in collaborazione con Pietro Configliachi);
- Amours des salamandres aquatiques et développement du tétard des ces salamandres depuis l’oeuf jusq’à l’animal perfait, Milano 1821;
- Développment de la grenouille commune, Milano 1826;
- Osservazioni intorno alle metamorfosi del girino della rana comune, in Annali universali di medicina, Milano 1829 (vol. 51, n. 153, pp. 417-428);
- Observations anatomiques sur la sirène: mise en parallèle avec le protée et le têtard de la salamandre aquatique, Pavia 1837;
- Riflessioni sopra il sistema linfatico dei rettili, Pavia 1845;
- Histoire naturelle, développement et mètamorphose de la salamandre terrestre, Pavia 1854 (pubblicata postuma).